# Haywoode Workman
Haywoode Wilvon Workman (* 23. Januar 1966 in Charlotte, North Carolina) ist ein ehemaliger US-amerikanischer Basketballspieler, der mittlerweile auch als Basketballschiedsrichter tätig ist. Seit 2008 leitet er auch Spiele in der US-amerikanischen Profiliga NBA, in der er als Spieler für verschiedene Vereine aktiv war. Zudem hatte er auch Engagements als Spieler in den höchsten Spielklassen Italiens und Israels. Der 1,83 Meter große Workman spielte auf der Position des Point Guards.

## College
Workman begann seine Hochschul-Ausbildung 1984 an der afroamerikanisch geprägten Winston-Salem State University in seinem heimatlichen US-Bundesstaat. Nach einem Jahr wechselte er an die Oral Roberts University in Tulsa, Oklahoma. Da er wegen seines Hochschulwechsels nach den Regularien der Collegeliga NCAA ein Jahr von offiziellen Meisterschaftsspielen aussetzen musste, setzte er seine Basketballlaufbahn bei dem damals noch Titans genannten Hochschulteam ab 1986 fort. Obwohl er nur drei Spielzeiten statt der üblichen vier für die Titans aktiv war, gehört er Stand 2012 immer noch zu den zehn besten Punktesammlern und Vorlagengebern aller Zeiten dieses mittlerweile Golden Eagles genannten Hochschulteams; außerdem hält er die Bestleistungen in Ballgewinnen pro Spiel, Spielzeit und in der gesamten Karriere. Für seine sportlichen Leistungen wurde Workman in die „Athletics Hall of Fame“ (deutsch Ruhmeshalle des Sports) seiner Hochschule aufgenommen.

## Profikarriere
Workman wurde im NBA Draft von 1989 von den Atlanta Hawks an 49. Stelle ausgewählt und vor Saisonbeginn aus dem Kader wieder entlassen. Er spielte dann für die Sizzlers aus Topeka in der Minor League Continental Basketball Association (CBA), bevor er im Februar 1990 für Kurzzeitverträge von den Hawks erneut unter Vertrag genommen wurde und noch sechs Spiele in seiner ersten NBA-Saison absolvierte. Für die folgende Spielzeit wurde er von den Bullets unter Vertrag genommen, wo sich Workman zum Stammspieler des Teams aus Washington entwickeln konnte und pro Spiel acht Punkte und ungefähr fünf Vorlagen erzielen konnte. Obwohl er in der Mehrzahl der Spiele als Starter agierte und knapp 28 Minuten im Schnitt eingesetzt wurde, entschied er sich für die folgende Spielzeit zu einem Wechsel nach Europa, was damals ein sehr ungewöhnlicher Schritt für einen etablierten NBA-Spieler war. Beim italienischen Erstligisten Scavolini aus Pesaro erzielte er in den Spielzeiten 1991/92 und 1992/93 16 bzw. 14 Punkte pro Spiel. Mit dem italienischen Verein wurde er 1992 nationaler Pokalsieger und Vizemeister und erreichte im europäischen Vereinswettbewerb Korać-Cup das Finale, welches gegen den nationalen Konkurrenten Messagero Roma verloren ging. 1993 wechselte Workman wieder zurück in die NBA zu den Pacers. Nach einer Saison als Starter war er zwei Spielzeiten lang der zuverlässige Ersatzmann von Mark Jackson, einer der besten Vorlagengeber der NBA-Geschichte. Nach vier Spielen in der Saison 1996/97 erlitt Workman eine Kreuzbandverletzung, die seine restliche Karriere überschatten sollte. Anschließend konnte er das Leistungsniveau von vor seiner Verletzung nicht mehr erreichen und wurde Anfang 1999 ohne weiteren Einsatz zuvor schließlich von den Pacers aus seinem Vertrag entlassen. Anschließend hatte er noch Kurzzeitverträge bei den Bucks und bei den Raptors. Nach einer weiteren Saison 2000/01 für den israelischen Erstligisten Hapoel aus Jerusalem gab Workman sein Karriereende als professioneller Basketballspieler bekannt.
Nach seiner Spielerkarriere arbeitete Workman an seiner zweiten Laufbahn als Schiedsrichter. Nach der Leitung von Spielen in der CBA und der NBA Development League pfeift er seit der Saison 2008/09 auch Spiele in der NBA.